# Lauri Viita
Lauri Arvi Viita (Pirkkala, 1916. december 17. – Helsinki, 1965. december 22.) tamperei illetőségű finn költő, író, asztalos. Munkássága javát négy verseskötet és két regény adja, közülük legismertebb a Betonimylläri („Betonmolnár”, 1947) elnevezésű versgyűjtemény és a magyarul is megjelent Moréna (Moreeni,  1950), illetve A végtelen bennünk van (Entäs sitten, Leevi, 1965) című regények. Munkáival a második világháború utáni finn irodalom legnagyobbjai közé került.

## Életrajza
1916-ban Pispalában született Emil és Alfhild Nikander legutolsó gyermekeként öt testvére után. Lauri gimnáziumi tanulmányait a tamperei középiskolában kezdte, de hamar kikerült onnan. Apja nyomdokaiba lépve asztalosnak készült, és építkezéseken dolgozott. Az 1939–44 közötti háborús években (téli háború, folytatólagos háború, lappföldi háború) a fronton szolgált. Férfikorba lépve 1939-ben nőül vette Kerttu Solint, a két gyermekkel megáldott frigy azonban  válással végződött 1948-ban.
A háborút követően kiadatta első verseskötetét, a Betonmyllärit (1947), melynek tömör stílusát, a ritmus és a rím értő használatát a kritika lelkesedéssel fogadta. A kötet sikere miatt Viita végül feladta eredeti szakmáját, s szabadúszó íróvá vált. Második verseskötete, a Kukunor már szerényebb kritikai visszhangot kapott: hosszúsága, fantáziaelemekkel dúsított volta és szimbolizmusa maitt túl nehéznek, érthetetlennek találták. Az előbbi két verscsokrot a jórészt önéletrajzi elemekből építkező Moréna (1950) c. regény követte, mely egy pispalai munkáscsalád történetét meséli el a századelőtől a harmincas évekig. A Käppyräinenben (1954) és Suutarikin, suuri viisasban (1961) felhagy a hagyományos költői eszközökkel, munkáin ezután a kortárs szabadvers és a népköltészet hatása mutatkozik meg.
1948-ban feleségül vette Aila Meriluotót, aki hozzá hasonlóan viharos életű ifjú költő volt, s akinek első verseskötetét még nagyobb siker koronázta, mint újdonsült férje legelső gyűjtését.
A negyvenes évek végén Viitát szkizofrénnek nyilvánították orvosai, ugyanakkor Raimo K. R. Salokangas pszichiáter professzor 2012-ben megjelent Kirjailijan kieli ja mieli című könyvében vitába száll ezzel a diagnózissal.
Meriluotótól 1956-ban elvált, harmadik neje Anneli Kuurinmaa lett 1962-ben, akitől egy fia született.
1965-ben fejezte be második, A végtelen bennünk van (Entäs sitten, Leevi) című regényét, melyet eredetileg egy trilógia első darabjának szánt. Szándékait azonban egy az év decemberi halálos baleset gátolta meg, amikor is egy ittas teherautósofőr belehajtott az őt szállító taxiba, s másnap, 49 évesen Viita belehalt sérüléseibe. A vétkes járművezetőt egy év és öt hónap fegyházbéli szabadságvesztésre ítélték. Halála napján a Parnasso irodalmi lap a költő Onni című verseskötetének újraközlésével búcsúzott a finn irodalom nagyjától (a kötet utolsó, nyolcadik verse azonban kimaradt).

## Művei
- Betonimylläri (versek, 1947)
- Kukunor (1949)
- Moreeni (Moréna) (regény, 1950)
- Käppyräinen (versek, 1954)
- Suutarikin, suuri viisas (versek és prózai művek, 1961)
- Entäs sitten, Leevi (A végtelen bennünk van) (regény, 1965)

### Művei magyarul
- Moréna; fordította: Bereczki Gábor; Magvető: 1977, Bp. (Magvető Világkönyvtár)
- A végtelen bennünk van; fordította: Gombár Endre; Európa: 1983, Bp. (A finn irodalom könyvtára)